# میان‌کوه (سربیشه)
میان‌کوه یک روستا در ایران است که در دهستان مود شهرستان سربیشه واقع شده‌است. میان‌کوه ۳۷ نفر جمعیت دارد.
دارای بسیارجاهای دیدنی وگردشگری